# Roger Helmer
Roger Helmer (ur. 25 stycznia 1944 w Wetherby) – brytyjski polityk i rolnik, deputowany do Parlamentu Europejskiego IV, V, VI, VII i VIII kadencji.

## Życiorys
Studiował na Uniwersytecie w Cambridge, w 1965 uzyskał licencjat, a dwa lata później magisterium. Przez ponad 30 lat pracował w działach marketingu i zarządzania koncernów międzynarodowych w kraju i za granicą.
W 1999 i 2004 z ramienia Partii Konserwatywnej był wybierany do Parlamentu Europejskiego. Jako eurosceptyk w 2005 poparł uchwałę krytykującą przewodniczącego Komisji Europejskiej. Został usunięty z partii, do której jednak powrócił w następnym roku. W wyborach w 2009 po raz trzeci uzyskał mandat europosła. W VII kadencji przystąpił wraz z torysami do nowej grupy pod nazwą Europejscy Konserwatyści i Reformatorzy. Został też członkiem Komisji Petycji oraz Komisji Rozwoju Regionalnego. W 2012 przeszedł do Partii Niepodległości Zjednoczonego Królestwa, z jej ramienia w 2014 z powodzeniem ubiegał się o europarlamentarną reelekcję. Zrezygnował z mandatu europosła w lipcu 2017.
Opublikował książki Straight Talking on Europe (2000) i A Declaration of Independence (2002). W 2007 stanął na czele stowarzyszenia "The Freedom Association".